# Taraxacum absurdum
Taraxacum absurdum, trajnica, vrsta maslačka iz Srednje i jugoistočne Europe, raširena u Austriji, Švicarskoj, Njemačkoj (Bavarska) i Italiji. Vrsta je opisana 1966.